# Johnny Søtrup
Johnny Søtrup (født 21. juli 1949) er en dansk politiker, der indtil 2018 var borgmester i Esbjerg Kommune, valgt for Venstre.
Johnny Søtrup er uddannet folkeskolelærer og har arbejdet som forstander for VUC i Esbjerg. 
Han har været medlem af Esbjerg Byråd siden 1994, hvor han blev borgmester. Ved valget i 2009 fik han 10.677 personlige stemmer, svarende til 19,8 procent af samtlige afgivne stemmer, hvilket han toppede ved Kommunalvalget i Esbjerg Kommune 2013, hvor han fik 12.728 personlige stemmer.
Johny Søtrup meddelte d. 12 november 2016, at han efter 23 år som borgmester, ikke genopstiller til kommunalvalget i 2017. I 2017 blev han hædret som Ridder af 1. grad af Dannebrog for sit virke som borgmester i Esbjerg.